# Salvatore De Gregorio
Salvatore De Gregorio (Napoli, 1859 – Catania, 4 febbraio 1928) è stato un pittore e decoratore italiano.

## Biografia
Figlio d'arte, nacque da Nicola De Gregorio, prima del fratello minore, il pittore Francesco De Gregorio. Fu discepolo di Stanislao Lista, grazie alla quale partecipò all'abbellimento di un interno del Collegio "Attanasio" (1874). Dopodiché ottenne varî incarichi di lavoro per edifici sacri e civili nella città partenopea (cappella del Purgatorio a Capodimonte) e nella Calabria.
Il suo debutto ufficiale avvenne presso l'Esposizione nazionale nel 1877 dove poté mostrare i due dipinti Aspetta il marito e Mmo' vene mo' (oggi nelle collezioni di ignoti privati). In seguito fu sotto contratto di un certo Duhamel, in Francia, dove eseguì molti acquerelli che rivendette.
Dopo il rientrò a Napoli e una proficua attività espositiva, si trasferì a Catania.
È soprattutto noto come operatore degli affreschi in stile eclettico-liberty del Teatro Sangiorgi.
Visse e lavorò nella capoluogo etneo.